# Risö, Nyköpings kommun
Risö är en ö i Tystberga socken i Nyköpings kommun, 15 kilometer öster om Nyköping och 500 meter söder om Vålarö. Ön har en yta av 65 hektar. 
I äldre tid användes Risö främst för jakt och skogsavverkning, och den enda byggnaden på ön var en enkel timmerkoja. På 1960-talet började öns ägare Nils Mörner att hyra ut arrendetomter på Risö, och på 1980-talet friköptes dessa. Idag finns drygt 60 fritidshus på ön. En av stugorna har byggts om till heltidsboende och sedan 2005 finns en bofast familj. De delar av ön som inte utgörs av fritidshustomter ägs ännu av familjen Mörner. Den östra tredjedelen av ön, Hummelholmen, består av ett orört skogsområde.